# 密毛瘤蟹
密毛瘤蟹（学名：Phymodius laysani）为扇蟹科瘤蟹属的动物。分布于夏威夷群岛、吉尔伯特群岛、马绍尔群岛、利基埃普岛以及中国大陆的西沙群岛等地，生活环境为海水，多生活于珊瑚礁丛中。